# Jurišna puška
Jurišna puška je vatreno oružje selektivne paljbe (izbor između poluautomatske, rafalne ili automatske) koje koristi osrednji metak i odvojivi spremnik/šaržer. Jurišne puške su standard službenih pušaka dodijeljenih većini suvremenih vojski. Postoji razlika između jurišne i borbene puške. Jurišne koriste streljivo manjeg kalibra i više se koriste u bliskoj borbi, npr. u zatvorenom prostoru. Borbene koriste streljivo većeg kalibra, starije su od jurišnih, te su tijekom automatske paljbe sporije. Skroz automatska paljba se odnosi na mogućnost puške da puca kontinuirano dok se okidač drži stisnutim, "rafalna" paljba se odnosi na pucanje dvoje ili troje metaka tijekom jednog stiska okidača, dok poluautomatska ispaljuje samo jedan. Prisutnost izborne paljbe na jurišnim puškama omogućuje više učinkovitu uporabu metaka koji bi se koristili za određenu potrebu, nego samo jednu vrstu operacije, kao što je skroz automatska, čime se na taj način štedi streljivo dok se strijelac prilagođava ciljanju mete i učinkovitosti.
Primjeri jurišnih pušaka uključuju: Sturmgewehr 44, AK-47 (i derivati), M4 i M16, FAMAS, G36, VHS (jurišna puška) i mnogi drugi.
Jurišna puška postala je standardna vojna puška tijekom Vijetnamskog rata. SSSR je bila prva država u poslijeratnoj eri koja je usvojila jurišnu pušku, AK-47, danas najviše poznatu pod nadimkom "Kalašnjikov" ili "Kalaš". Borbeno iskustvo tijekom Svjetskih ratova je pokazalo da je većina pješačkih borbi zauzimala mjesto s daljinom od 200–300 metara, te da su najveće šanse pobjede bile onomu s najvećom brzinom gađanja. Puščani meci su u to vrijeme bili nepotrebno snažni, uzrokovajući trzaj i izvješće u zamjenu za graničnu korist. Manja moć osrednjih metaka značilo je da bi svaki vojnik mogao ispaljivati više metaka brže i/ili s manje trzaja, i nošenje veće količine streljiva.